# Balnakeil House

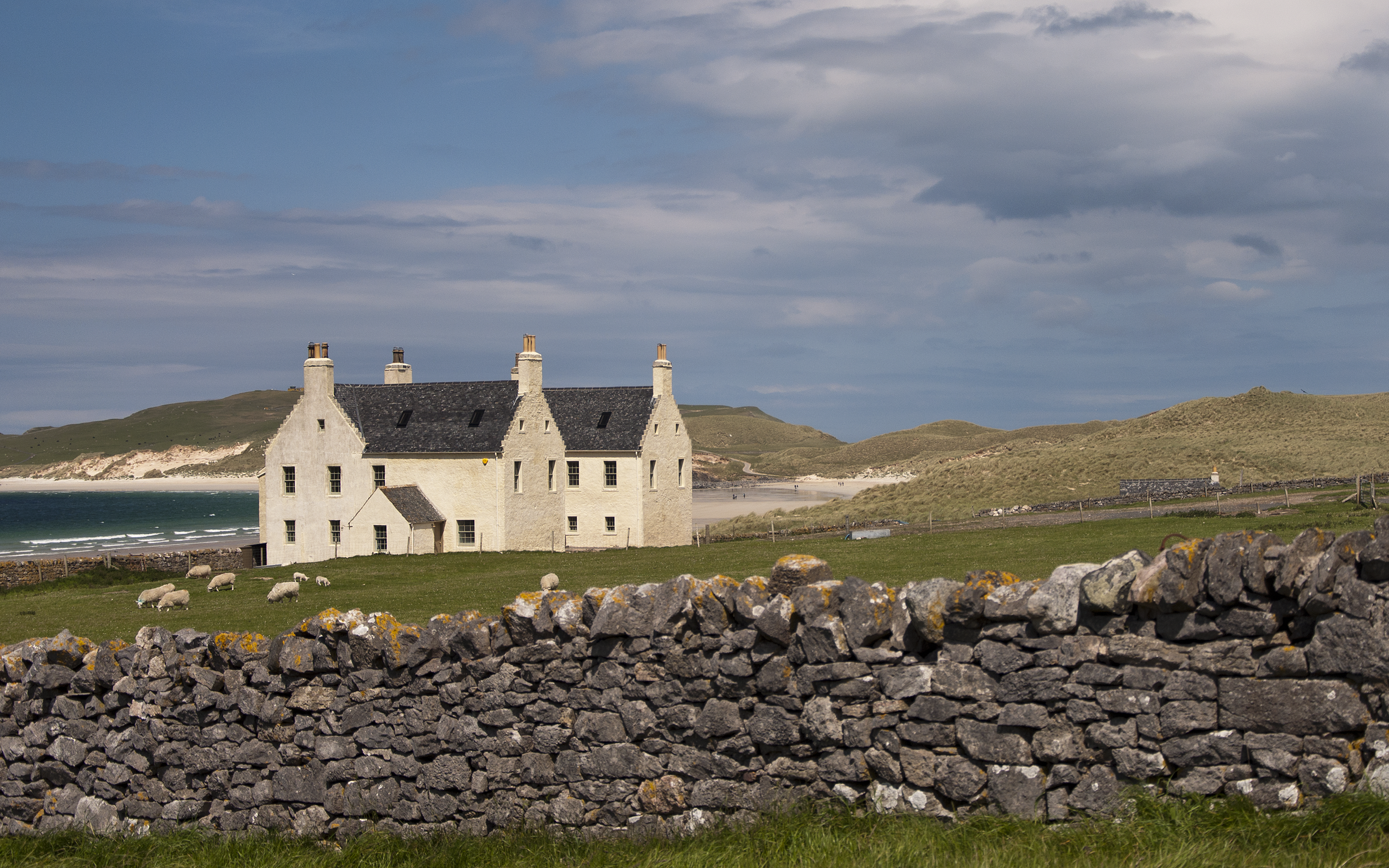
Balnakeil House

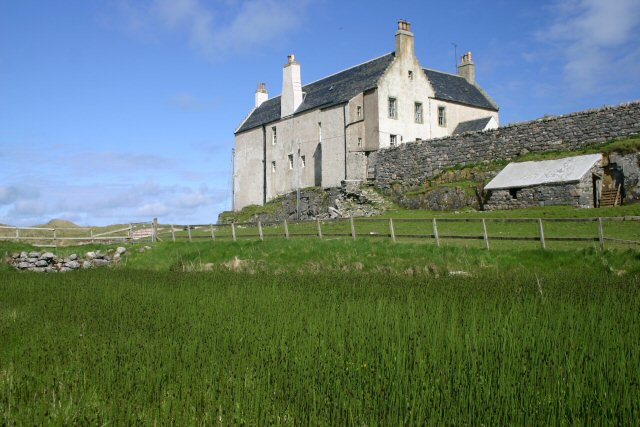
Westseite

Balnakeil House ist ein Herrenhaus nahe dem schottischen Weiler Balnakeil in der Council Area Highland. 1971 wurde das Bauwerk in die schottischen Denkmallisten in der höchsten Denkmalkategorie A aufgenommen.

## Geschichte
Am Standort befand sich zuvor eine Sommerresidenz der Bischöfe von Caithness, die vermutlich Castle of Durinas bezeichnet wurde. Um 1725 wurde die zu einer Ruine verfallene Burg niedergerissen. Von dem vermutlich rund 30 Meter langen und 12 Meter breiten Gebäude waren teils neun Meter hohe, rund 2,5 Meter mächtige, fensterlose Mauerfragmente erhalten. Möglicherweise sind Fragmente als Teil des Mauerwerks von Balnakeil House erhalten geblieben.
Balnakeil House wurde am Standort im Jahre 1744 als Residenz des lokalen Lairds errichtet. Auch diente es zeitweise als Residenz der Lords Reay.

## Beschreibung
Balnakeil House steht isoliert rund 600 Meter nördlich des Weilers Balnakeil an der Küste der Balnakeil Bay. Das zweigeschossige Gebäude weist einen U-förmigen Grundriss auf. seine Fassaden sind mit Harl verputzt, wobei Natursteineinfassungen abgesetzt sind. Im mittleren Bauteil sind zwei vom gepflasterten Innenhof aus zugängliche Türen eingelassen, von denen die rechte lediglich Blendwerk ist. Im Laufe der Jahrhunderte wurden weitere Fenster eingelassen, welche anhand ihrer Einfassung erkennbar sind. Es sind neun- beziehungsweise zwölfteilige Sprossenfenster eingelassen. Das Satteldach mit giebelständigen Kaminen ist mit Schiefer aus den westlichen Highlands eingedeckt. Seine Giebel sind als Staffelgiebel ausgeführt. Im mittleren Bauteil sind zwei kleine Schleppdachgauben eingesetzt. Ein traufständiger Kamin an der Westseite ist mit dem Hauptraum im ersten Obergeschoss verbunden.